# Võ Minh Trọng
Võ Minh Trọng (Cần Thơ, 24 ottobre 2001) è un calciatore vietnamita, difensore del Bình Dương.

## Carriera

### Club
Ha iniziato la propria carriera nelle giovanili del Đồng Tháp. Nel 2022 ha giocato in prestito al Phú Thọ. Al termine della stagione è rientrato al Đồng Tháp. Il 6 ottobre 2023 si è trasferito al Bình Dương.

### Nazionale
Ha debuttato in Nazionale maggiore il 13 ottobre 2023, nell'amichevole Uzbekistan-Vietnam (2-0). Ha partecipato, con la selezione vietnamita, alla Coppa d'Asia 2023. È sceso in campo, inoltre, nelle qualificazioni ai Mondiali 2026.

## Statistiche

### Cronologia presenze e reti in nazionale
Statistiche aggiornate al 24 dicembre 2024.

| Cronologia completa delle presenze e delle reti in nazionale ― Vietnam | Cronologia completa delle presenze e delle reti in nazionale ― Vietnam | Cronologia completa delle presenze e delle reti in nazionale ― Vietnam | Cronologia completa delle presenze e delle reti in nazionale ― Vietnam | Cronologia completa delle presenze e delle reti in nazionale ― Vietnam | Cronologia completa delle presenze e delle reti in nazionale ― Vietnam | Cronologia completa delle presenze e delle reti in nazionale ― Vietnam | Cronologia completa delle presenze e delle reti in nazionale ― Vietnam |
| Data                                                                   | Città                                                                  | In casa                                                                | Risultato                                                              | Ospiti                                                                 | Competizione                                                           | Reti                                                                   | Note                                                                   |
| ---------------------------------------------------------------------- | ---------------------------------------------------------------------- | ---------------------------------------------------------------------- | ---------------------------------------------------------------------- | ---------------------------------------------------------------------- | ---------------------------------------------------------------------- | ---------------------------------------------------------------------- | ---------------------------------------------------------------------- |
| 13-10-2023                                                             | Dalian                                                                 | Uzbekistan                                                             | 2 – 0                                                                  | Vietnam                                                                | Amichevole                                                             | -                                                                      | 67’                                                                    |
| 17-10-2023                                                             | Suwon                                                                  | Corea del Sud                                                          | 6 – 0                                                                  | Vietnam                                                                | Amichevole                                                             | -                                                                      |                                                                        |
| 16-11-2023                                                             | Manila                                                                 | Filippine                                                              | 0 – 2                                                                  | Vietnam                                                                | Qual. Mondiali 2026                                                    | -                                                                      |                                                                        |
| 21-11-2023                                                             | Hanoi                                                                  | Vietnam                                                                | 0 – 1                                                                  | Iraq                                                                   | Qual. Mondiali 2026                                                    | -                                                                      | 54’ 60’                                                                |
| 9-1-2024                                                               | Doha                                                                   | Kirghizistan                                                           | 2 – 1                                                                  | Vietnam                                                                | Amichevole                                                             | -                                                                      | 60’                                                                    |
| 14-1-2024                                                              | Doha                                                                   | Giappone                                                               | 4 – 2                                                                  | Vietnam                                                                | Coppa d'Asia 2023 - Gironi                                             | -                                                                      | 64’                                                                    |
| 19-1-2024                                                              | Doha                                                                   | Vietnam                                                                | 0 – 1                                                                  | Indonesia                                                              | Coppa d'Asia 2023 - Gironi                                             | -                                                                      |                                                                        |
| 24-1-2024                                                              | Doha                                                                   | Iraq                                                                   | 3 – 2                                                                  | Vietnam                                                                | Coppa d'Asia 2023 - Gironi                                             | -                                                                      |                                                                        |
| 21-3-2024                                                              | Giacarta                                                               | Indonesia                                                              | 1 – 0                                                                  | Vietnam                                                                | Qual. Mondiali 2026                                                    | -                                                                      | 73’                                                                    |
| 26-3-2024                                                              | Hanoi                                                                  | Vietnam                                                                | 0 – 3                                                                  | Indonesia                                                              | Qual. Mondiali 2026                                                    | -                                                                      | 66’                                                                    |
| Totale                                                                 |                                                                        | Presenze                                                               | 10                                                                     |                                                                        | Reti                                                                   | 0                                                                      |                                                                        |